# Clara Sanchez
Pour les articles homonymes, voir Sanchez et Clara Sanchez (homonymie).
Clara Henriette, née Clara Sanchez le 20 septembre 1983 à Martigues, est une ex-pistarde française spécialisée dans les épreuves de vitesse, telle que le 500 mètres contre-la-montre, le keirin ou la vitesse. Elle est double  championne du monde du keirin en 2004 et 2005, et vice-championne dans cette discipline en 2002, 2006 et 2009. Elle ensuite devenue entraîneur.
Durant sa carrière, elle s'entraîne au Pôle cyclisme sur piste de Hyères.

## Biographie
En 2001, Clara Sanchez remporte le titre de championne d'Europe de la vitesse juniors à Fiorenzuola d'Arda. En 2004, elle devient championne du monde du keirin puis championne d'Europe du keirin chez les espoirs. Elle conserve son titre de championne du monde l'année suivante. Elle compte également trois médailles d'argent au championnat du monde de keirin, obtenues en 2002, 2006 et 2009
Aux Jeux olympiques d'été 2008 de Pékin, elle termine cinquième de l'épreuve de vitesse.
En août 2010, elle se marie avec Didier Henriette, ancien coureur sur piste. Au premier championnat d'Europe élites, trois mois plus tard, elle remporte le titre de la vitesse par équipes avec Sandie Clair.
Aux Jeux olympiques d'été 2012 de Londres, elle termine quatrième du keirin.
Elle a remporté entre 2003 et 2012, quinze titres de championne de France sur piste, dont dix championnats de France de vitesse consécutifs.
Après s'être retirée de la compétition, elle devient après les Jeux olympiques 2016 co-entraîneuse avec Herman Terryn du pole sprint de l'équipe de France sur piste. Elle est démise de ses fonctions en avril 2021, à quatre mois des Jeux olympiques de Tokyo et se voit confier de nouvelles missions au sein de la DTN. Cela met fin à plusieurs années de controverses sur ses méthodes de travail relate Francois Pervis dans une rétrospective de sa carrière.

## Palmarès

### Jeux olympiques
- Pékin 2008
  - 5e de la vitesse individuelle

- Londres 2012
  - 4e du keirin
  - 14e de l'omnium

### Championnats du monde
- Trexlertown 2001
  -  Médaillée d'argent du 500 mètres juniors
- Copenhague 2002
  -  Médaillé d'argent du keirin
- Melbourne 2004
  -  Championne du monde du keirin
- Los Angeles 2005
  -  Championne du monde du keirin
- Bordeaux 2006
  -  Médaillée d'argent du keirin
- Pruszkow 2009
  -  Médaillée d'argent du keirin
  - 4e de la vitesse par équipes
- Copenhague 2010
  - 6e du keirin
- Apeldoorn 2011
  -  Médaillée de bronze du keirin
  - 4e de la vitesse par équipes
- Melbourne 2012
  - 5e du keirin

### Coupe du monde
- 2004
  - 2e de la vitesse par équipes à Moscou
  - 2e de la vitesse par équipes à Manchester
  - 3e du 500 mètres à Sydney
- 2005-2006
  - 1re du keirin à Los Angeles
  - 1re du keirin à Manchester
  - 2e de la vitesse à Los Angeles
- 2006-2007
  - 2e de la vitesse à Los Angeles
  - 3e de la vitesse à Sydney
  - 3e de la vitesse par équipes à Sydney
- 2007-2008
  - 2e de la vitesse par équipes à Pékin
  - 3e de la vitesse à Pékin
  - 3e de la vitesse par équipes à Copenhague
- 2008-2009
  - 1re de la vitesse par équipes à Cali (avec Sandie Clair)
  - 1re du keirin à Copenhague
  - 2e de la vitesse à Cali
  - 2e de la vitesse à Copenhague
  - 3e du keirin à Cali
- 2010-2011
  - Classement général du keirin
  - 1re du keirin à Pékin
  - 2e du keirin à Manchester
  - 3e de la vitesse par équipes à Melbourne
  - 3e de la vitesse par équipes à Manchester
- 2011-2012
  - 1re du keirin à Astana

### Championnats d'Europe
| Juniors et espoirs - Fiorenzuola 2001 - Championne d'Europe de la vitesse juniors - Médaillée d'argent du 500 mètres juniors - Büttgen 2002 - Médaillée de bronze de la vitesse espoirs - Valence 2004 - Championne d'Europe du keirin espoirs - Médaillée d'argent de la vitesse espoirs - Médaillée de bronze du 500 mètres espoirs - Fiorenzuola 2005 - Médaillée d'argent de la vitesse espoirs - Médaillée d'argent du keirin espoirs - Médaillée d'argent du 500 mètres espoirs | Élites - Pruszków 2010 - Championne d'Europe de vitesse par équipes (avec Sandie Clair) - Apeldoorn 2011 - Médaillée d'argent du keirin |

### Championnats de France
- Championne de France du 500 mètres (3) : 2003, 2004 et 2006
- Championne de France de vitesse (10) : 2003, 2004, 2005, 2006, 2007, 2008, 2009, 2010, 2011 et 2012.
- Championne de France du scratch (2) : 2010 et 2011